# Assassin’s Creed Unity
Assassin’s Creed Unity ist ein im November 2014 erschienenes Videospiel von Ubisoft. Es ist der insgesamt achte Teil der Assassin’s-Creed-Reihe. Wie bereits die Vorgänger gehört er dem Action-Adventure-Genre an. Das Spiel spielt im Paris des 18. Jahrhunderts zur Zeit der Französischen Revolution und folgt dem Hauptcharakter Arno Victor Dorian. Dieser hat französische und österreichische Vorfahren. In seiner Jugend erlitt er einen schweren Verlust: Sowohl sein leiblicher Vater als auch sein Stiefvater kamen unter mysteriösen Umständen ums Leben. Man hing Arno fälschlicherweise den Mord an seinem Stiefvater an, weshalb man ihn in die Bastille sperrte, aus der er zusammen mit einem Assassinen während des Sturms auf die Bastille entkommen kann. Später stellt sich heraus, dass sein Stiefvater ein hochrangiger Templer war, und seine Tochter Élise, in die Arno sich verliebt hatte, ebenfalls. Nach der Flucht aus der Bastille schließt er sich den Assassinen an, um die wahren Kräfte hinter der Französischen Revolution aufzudecken.
Im Verlauf des Spiels trifft man, wie in den anderen Assassin’s-Creed-Teilen, auf einige historische Persönlichkeiten wie Maximilien de Robespierre, den Marquis de Sade sowie Napoleon und viele weitere.
Zudem gibt es wieder, wie auch in den Vorgängern, einen Handlungsstrang in der Gegenwart.
Außerdem gibt es Zeitanomalien, in denen sich Arno Dorian durch einen Fehler in der DNA im Paris des Ersten Weltkriegs, der Belle Époque und des Mittelalters wiederfindet.

## Handlung

### Intro
Die Handlung spielt zunächst in der Gegenwart, mit einem neuen, unbekannten Assassinenadepten aus der Ich-Perspektive. Die Erinnerung im Helix beginnt im Jahre 1307 und der Erstürmung des Pariser Tempels sowie der Gefangennahme der Templer und deren Großmeister Jacques de Molay. Während des Angriffes beauftragt de Molay einen anderen Templerbruder, den man spielt, sein Schwert und sein Buch zu verstecken. Nachdem er sie einem Assassinen, der sie schon gestohlen hat, wieder abnimmt, um diese Artefakte in einer Krypta zu verstecken, wird er jedoch, während er die Gefangennahme von de Molay beobachtet, von einem Assassinen getötet. Die Erinnerung springt zu de Molays Tod auf dem Scheiterhaufen, und seinem Fluch gegen König Philipp IV. und Papst Clemens V. vor.
An diesem Punkt hackt sich Bishop, die Teamleiterin der modernen Assassinenoperationen, in die aktuelle Gedächtnissequenz ein und bittet den Spieler persönlich, sich der Assassinenbruderschaft als neuer Adept anzuschließen. Bishop zeigt ein streng geheimes internes Abstergo-Video-Memo, in dem Abstergo beschreibt, wie sie diese Erinnerung nutzen wollen. Zu diesem Zweck wollen sie nach sogenannten „Weisen“ suchen, Menschen, die Vorläufer-DNA (die in einer Dreifach- statt einer Doppel-Helix verborgen ist) enthalten, welche Abstergo für ihre Zwecke (Phoenix-Projekt) nutzen will. Bishop bietet Zugang zu den Erinnerungen des Assassinen Arno Victor Dorian an, da dieser im Laufe seines Lebens einem „Weisen“ begegnet sein soll. Sie hofft, dass der neue Adept anhand dieser Erinnerungen die Überreste des „Weisen“ vor Abstergo finden würde.

### Hauptgeschichte
Die Erinnerung beginnt in Frankreich im Jahre 1776 im Schloss von Versailles, als der ca. 10-jährige Arno Dorian, der Sohn des französischen Adligen Charles Dorian, beim Spielen die gleichaltrige Élise de La Serre trifft. Élise ist die Tochter des Templer-Großmeisters François de la Serre. Nachdem sein Vater Charles unter mysteriösen Umständen im Palast ermordet wurde (siehe das Ende von Assassin’s Creed Rogue), adoptiert Großmeister François de la Serre Arno als seinen Sohn, obwohl De La Serre weiß, dass sein Vater ein Assassine war. Die Geschichte springt ins Jahr 1789 vor und zeigt die Einweihung von Arnos Adoptivschwester Élise in den Templerorden. Arno bekommt währenddessen den Auftrag, eine Botschaft an seinen Adoptivvater de la Serre zu überbringen. Er überreicht diese Nachricht jedoch nicht persönlich, sondern legt sie in das Büro seines Stiefvaters, um sich mit Élise nach deren Einweihungszeremonie zu treffen. Nach dem Treffen mit Élise findet Arno seinen Adoptivvater François de la Serre ermordet im Hof liegen. Der nicht zugestellte Brief sollte de la Serre vor dem Mordanschlag warnen. Die Gendarmerie hält Arno für den Mörder und sperrt ihn in die Bastille.
In seiner Gemeinschaftszelle findet er kryptische Schriften an der Wand und beeindruckt einen Mitgefangenen, den Assassinen Pierre Bellec, mit seinen Kampfkünsten. Bellec, der Arnos Vater gut kannte, bietet ihm an, sich der Bruderschaft der Assassinen anzuschließen. Während des Sturmes auf die Bastille können die beiden Gefangenen entkommen. Arno sucht Élise in Paris auf und wird von ihr in Kenntnis gesetzt, dass die Botschaft, die Arno ihrem Vater persönlich übergeben sollte, eine Warnung vor seinem drohenden Mord war. Als Élise erfährt, dass Arno ihren Vater den Brief nicht persönlich übergeben hatte, macht sie ihn für seinen Tod verantwortlich und beschließt, mit ihm nichts mehr zu tun haben zu wollen. Sie offenbart sich ihm gegenüber als Mitglied der Templer.
Auf Bellecs Rat hin sucht Arno das Geheimversteck der Pariser Assassinen unter der Île de la Cité auf, wo er in einer Zeremonie schließlich in die Bruderschaft aufgenommen wird. Bellec nimmt Arno unter seine Fittiche und führt ihn als sein Mentor in die Künste der Assassinen ein. Arno bittet die Führer der Assassinen um Erlaubnis, die anderen Templer, die in de la Serres Mordkomplott involviert sind, zu finden und zu beseitigen. Der Anführer der Pariser Bruderschaft, Honoré de Mirabeau, erlaubt Arno das Mordkomplott um seinen Adoptivvater aufzudecken; er selbst wünscht sich Frieden zwischen den Assassinen und den Templern. Die gegenseitigen Friedensbemühungen wurden von dem ehemaligen Templer-Großmeister und Arnos Adoptivvater de la Serre bereits angestoßen, weswegen er auch von seinen Mitstreitern ermordet wurde.
Im Laufe seiner Untersuchungen rettet Arno einen Silberschmied namens François-Thomas Germain, der vom aktuellen Templer-Großmeister Lafreniere als Geisel gehalten wird, aus seiner Gefangenschaft. Nach dem Attentat auf Großmeister Lafreniere, der eigentlich derjenige war, der versucht hat, François de la Serre mit seiner Nachricht zu warnen, begegnet Arno Élise wieder. Er kommt mithilfe von Élise dahinter, dass der von ihm befreite Germain der eigentliche Drahtzieher hinter dem Mordanschlag auf seinen Adoptivvater war. Außerdem stellt sich Germain als jener „Weise“ heraus, nach dem in Arnos Erinnerungen eigentlich gesucht wird.
Der Assassinen-Führungsrat fängt unterdessen an, an Arnos Loyalität zu zweifeln, weil dieser immer mehr auf eigene Faust handelt, um die Verschwörung hinter der Ermordung von de la Serre aufzudecken. Während der Aufstände in Paris überzeugt Arno Élise, mit der Bruderschaft der Assassinen zusammenzuarbeiten. Mirabeau stimmt der Zusammenarbeit der beiden zu, in der Hoffnung einen Gefallen von dem potenziell zukünftigen Großmeister der Templer gewährt zu bekommen, um damit die begonnenen Friedensgespräche neu aufnehmen zu können. Jedoch wird Mirabeau von Bellec ermordet, der beabsichtigt, die Assassinen-Führung wegen der engen Kooperation mit dem Templer-Orden zu bestrafen. Bellec bietet seinem ehemaligen Schüler eine Zusammenarbeit an; Arno weigert sich jedoch und es entbrennt ein heftiger Kampf zwischen den beiden. Als Bellec damit droht, Élise zu erschießen, ist Arno letztendlich gezwungen, seinen einstigen Mentor zu töten.

Die Hinrichtung von König Ludwig XVI., hier dargestellt auf einem Kupferstich von 1793, ist eines der wichtigen Ereignisse der Revolution, welches der Spieler im Laufe der Handlung miterlebt

Arno kommt im Laufe seiner Untersuchungen zu der Erkenntnis, dass Germain plant, eine Massenrevolte gegen den König von Frankreich auszulösen. Mit in diesem Komplott sind zwei zentrale Figuren beteiligt, ein Offizier namens Frederic Rouille, der einen Gefangenenaufstand organisiert, und eine Kauffrau namens Marie Levesque, die eine Nahrungsmittelverknappung initiiert, um den Eindruck zu erwecken, dass der Adel verschwenderisch lebt, während der dritte Stand verhungert. Arnos Weg kreuzt auch ein Artillerieoffizier namens Napoleon Bonaparte bei der Suche nach Briefen von dem Führer der Assassinen-Bruderschaft Mirabeau an König Ludwig. Den Inhalt der Briefe nutzten die Templer als Vorwand, um die Agenten der Assassinen in Frankreich zu beseitigen. Bonaparte half ihm später, Kapitän Rouille zu töten, der während des September-Massakers von 1792 unter seinem Kommando stand. Nachdem es Arno später auch noch gelungen ist, Marie Levesque zu töten, flieht er vor den beginnenden Aufständen der Bürger um Lebensmittel, um kurz danach mit Élise in einem Heißluftballon zu entkommen. Arno gesteht Élise, dass er sie immer schon geliebt hat; sie erwidert seine Gefühle.
Als die Revolution 1793 in vollem Gange ist, verfolgt Arno Germain und entdeckt, dass er die Enthauptung von König Ludwig XVI. maßgeblich voranbringt. Parallel soll auch Élise hingerichtet werden. Arno beschließt aus Liebe zu Élise sie zu schützen, anstatt Germain zu verfolgen und zu töten. Élise lehnt seine Entscheidung ab. Arno wird darüber hinaus aus der Bruderschaft der Assassinen verbannt, weil er wiederholt Befehle ignoriert hat, um seine persönliche Vendetta zu verfolgen. Dies stürzt ihn in eine tiefe Depression und in den Alkoholismus.
Arno schmachtet für einige Monate in Versailles, bevor er von Élise gefunden wird, die ihn überzeugt zurückzukehren, da Paris unter der Herrschaft des Terrors durch Germain immer mehr leidet. Arno kehrt nach Paris zurück und diskreditiert mit Élises Hilfe den Ruf von Maximilien de Robespierre. Germain, jetzt Großmeister der Templer, hat Robespierre für die Aufrechterhaltung des Chaos während der Revolution eingesetzt. Nachdem Arno und Élise Robespierre gefunden haben, der sich in seinem Büro eingeschlossen hat, um der drohenden Verhaftung zu entgehen, schießt Élise Robespierre in den Kiefer und erzwingt von ihm so den Aufenthaltsort von Germain.
Die beiden finden Germain in der gleichen Templer-Krypta, in der das Spiel begonnen hat und der Templer das Schwert und Buch von Jacques de Molay versteckt hat. Germain will das Edenschwert bergen. Im Laufe des Kampfes benutzt Germain die mysteriösen Fähigkeiten des Schwertes und begräbt Arno unter Trümmern von Geröll. Élise versucht Arno aus den Trümmern zu helfen, geht dann aber weiter um Germain zu attackieren. Als Arno sich aus den Trümmern befreien kann, wird Élise zeitgleich von Germain getötet. Arno tötet Germain, der in seinem Todeskampf Arno offenbart, dass er den Templerorden von innen heraus reinigen wollte, weil er glaubte, dass sie die wahren Lehren von ihrem letzten Großmeister Jacques de Molay vergessen hatten.
Das Spiel schließt mit einem Monolog von Arno, in dem er erklärt, wie sich sein Verständnis des Assassinen-Credos verändert hat und er verspricht über Paris zu wachen und Élises Andenken lebendig zu halten. Jahre später, Arno ist mittlerweile ein Meister-Assassine geworden, birgt er mit Napoleons Hilfe Germains Skelett aus dem Tempel und deponiert es in den Katakomben von Paris.
In der Gegenwart äußert sich Bishop zuversichtlich, dass Abstergo nicht in der Lage sein wird, das Skelett zu finden. Sie lobt dem Adepten für seine Arbeit und verspricht, ihn erneut zu kontaktieren, wenn die Assassinen ihn brauchen.

### Dead Kings
Die Handlung dieses DLCs spielt 1794, einige Wochen nach dem Ende der Hauptgeschichte, in Saint-Denis nördlich von Paris. Arno, immer noch deprimiert durch Élises Tod, sucht Zuflucht in einer Taverne und wird dort von seinem alten Bekannten Marquis de Sade kontaktiert. Dieser bittet ihn um Hilfe bei der Suche nach einem Manuskript, das im Grab von König Ludwig IX. unter der Kathedrale von Saint-Denis versteckt sein soll, im Austausch für eine Ausreise aus Frankreich. Arno willigt ein, da er seiner Vergangenheit entfliehen will.
Beim Durchsuchen der königlichen Krypta stößt Arno auf eine Gruppe Plünderer und findet bei denen einen Hinweis, der ihn zur Bibliothek in der Abtei Saint-Denis führt. Dort kann er eine Liste gestohlener Reliquien ausfindig machen, aus der hervorgeht, dass das gesuchte Manuskript von einem Jungen namens Léon entwendet wurde. Arno verfolgt dessen Spuren bis zu einem Steinbruch unter der Stadt, wo Léon von den Plünderern festgehalten wird. Er rettet den Jungen und verhilft ihm zur Flucht aus den Tunneln. Dabei belauschen sie ein Gespräch zwischen Napoleon Bonaparte und dem Anführer der Plünderer, Philippe Rose. Sie erfahren, dass Napoleon die Räuber benutzt, um ein machtvolles Artefakt aus einem Vorläufer-Tempel unter der Stadt zu bergen, mit dem er über Frankreich herrschen will. Léon bittet Arno darum, gemeinsam die Räuber aufzuhalten, doch der Assassine lehnt dies zunächst ab und nimmt das Manuskript an sich.
Nach einer Vision von Élise und Léons Aussage, Arno könnte der Retter Frankreichs sein, überlegt Arno es sich doch anders und geht in der Stadt Hinweisen nach, die ihm schließlich eine Karte zum Eingang des Tempels offenbaren. Dort findet er heraus, dass der Tempel nur mit einem goldenen Schlüssel geöffnet werden kann, welches sich in Napoleons Besitz befindet. Dank der Karte identifiziert Arno das richtige Schlüsselloch und geht anschließend zu Léon, der ihm sagt, dass er einen Leutnant Napoleons mit dem Tempelschlüssel in der Stadt gesehen hat. Nachdem Arno den Leutnanten verhört hat, stiehlt er den Schlüssel aus einem Räuberlager in den Katakomben und kann damit den Vorläufer-Tempel öffnen. Er wird jedoch von Rose überfallen, der das Artefakt für sich allein beanspruchen will. Arno überlebt den Hinterhalt und schafft es vor den Plünderern zum Artefakt. Nachdem er Rose getötet hat, holt Arno das Artefakt, eine kopfförmige Laterne, die einen Eden-Apfel enthält, und verwendet es, um die Plünderer abzuwehren. Später trifft er De Sade in der Taverne und liefert das Manuskript wie versprochen ab. Arno entscheidet sich, in Frankreich zu bleiben, und kontaktiert die Bruderschaft, um das Eden-Relikt nach Ägypten bringen zu lassen.

## Spielprinzip

### Allgemein
Wie bereits bei den Vorgängern handelt es sich um ein Open-World-Spiel aus der Third-Person-Perspektive. Das Spiel findet, im Gegensatz zum Vorgänger Assassin’s Creed IV: Black Flag, wieder vorrangig an Land, im Paris und Versailles des 18. Jahrhunderts, statt. Es können sieben Pariser und zwei Versailler Distrikte besucht werden, zusätzlich gibt es noch den Untergrund von Paris. Die Optik der verschiedenen Bereiche fällt sehr unterschiedlich aus, wobei etwa jedes vierte Haus betretbar ist. Neben den bekannten Schleichpassagen, für welche das Deckungssystem erneut überarbeitet wurde, sodass Arno sich nun auch frei schleichend fortbewegen kann, kehren auch die actionreichen Kämpfe in überarbeiteter Form zurück. Bei diesen stehen Arno neben einem Schwert und einer Pistole auch die neue Phantomklinge, welche Berserker und normale Klingen verschießen kann, zur Verfügung, eine Kombination der klassischen versteckten Klinge mit einer kleinen Armbrust. Während der Kämpfe wird erstmals eine Lebensleiste über den Gegnern angezeigt. Die Steuerung des Spiels wurde grundlegend überarbeitet, sodass in den Kletterpassagen mehr Kontrolle möglich ist. Ähnlich wie bei klassischen Rollenspielen gibt es erstmals einen Fähigkeitenbaum, über den die unterschiedlichen Fähigkeiten wie das Schleichen oder der Umgang mit bestimmten Waffen verbessert werden können.

### Mehrspieler-Modus
Das Spiel verfügt über einen Koop-Mehrspieler-Modus, bei dem zwei bis vier Spieler zusammen eine Mission erfüllen müssen. Jeder Spieler übernimmt dabei die Rolle eines Assassinen, wobei jeder Spieler sich selbst als Arno sieht. Die Gesichter der drei Mitspieler werden einfach ausgetauscht, das Körpermodell bleibt dasselbe. Jeder Spieler kann die im Einzelspieler-Modus entwickelten Fähigkeiten in diesem Modus nutzen. Diese kooperativen Missionen finden neben dem Hauptspiel statt und sollen durch einige zufällige Elemente und Lösungsansätze sehr variabel ausfallen. Diese Missionen können zudem auch alleine gespielt werden, es besteht kein Zwang zur Nutzung des Koop-Modus. Der klassische kompetitive Mehrspieler-Modus, der in mehreren Vorgängern enthalten war, wird vorerst nicht wiederkehren. Der für das Spiel zuständige Video-Game-Designer und Producer Vincent Pontbriand gab allerdings an, dass es möglich ist, dass dieser nachträglich per DLC nachgeliefert werde.

## Synchronisation
Die Charakteranimationen für das Spiel wurden mit Hilfe des Motion-Capturing-Verfahrens hergestellt.
| Rolle                     | Originalstimme   | Deutscher Synchronsprecher |
| ------------------------- | ---------------- | -------------------------- |
| Arno Victor Dorian        | Dan Jeannotte    | Timmo Niesner              |
| Élise de La Serre         | Catherine Bérubé | Manja Doering              |
| François-Thomas Germain   | Julian Casey     | Bernd Rumpf                |
| Aloys La Touche           | Olivier Lamarche | Santiago Ziesmer           |
| Marquis de Sade           | Alex Ivanovici   | Till Hagen                 |
| Napoleon Bonaparte        | Brent Skagford   | Axel Malzacher             |
| Maximilien de Robespierre | Bruce Dinsmore   | Bernd Vollbrecht           |
| Pierre Bellec             | Anthony Lemke    | Johannes Berenz            |

## Vermarktung

### Downloaderweiterungen
Zu Release des Spiels wurde erneut ein Season Pass angeboten. Dieser umfasste neben den Waffen- und Einzelmissionspaketen den DLC Dead Kings sowie das eigenständige Spiel Assassin’s Creed Chronicles: China. Dabei handelt es sich um ein 2,5D-Spiel. Im Zuge der Proteste gegen den schlechten Qualitätszustand bei Veröffentlichung des Spiels hatte der CEO der Ubisoft Studios Montreal und Toronto angekündigt, dass alle Kunden Zugriff auf den angekündigten DLC Dead Kings bekommen und der Season Pass aus dem Verkauf genommen wird. Bisherige Käufer des Season Pass konnten sich als Entschädigung einen Titel aus dem Ubisoft-Programm 2014 aussuchen.

### Sondereditionen
Wie bereits bei den Vorgängern werden mehrere verschiedene Sondereditionen angeboten:
- Assassin’s Creed Unity: Special Edition: Enthält neben dem Spiel die Einzelspielermission
- Assassin’s Creed Unity: Gold Edition: Enthält neben dem Spiel in digitaler Form den Season Pass und ist nur für PC erhältlich
- Assassin’s Creed Unity: The Bastille Edition
- Assassin’s Creed Unity: Notre Dame Edition
- Assassin’s Creed Unity: Guillotine Collector’s Case

Zusätzlich bietet Amazon ein Pocket Watch Bundle mit einer Taschenuhr, einer In-Game-Paradepistole und einer Einzelspielermission an.
| Inhalte                   | Standard (Konsolen & PC) | Special Edition (Konsolen & PC) | Gold Edition (PC) | Pocket Watch Bundle (Konsolen & PC) | Bastille Edition (Konsolen & PC)                 | Notre Dame Edition (Konsolen & PC)               | Guillotine Edition (Konsolen & PC)               |
| ------------------------- | ------------------------ | ------------------------------- | ----------------- | ----------------------------------- | ------------------------------------------------ | ------------------------------------------------ | ------------------------------------------------ |
| Spieledisk                | ja                       | Wahlweise möglich               | nein              | ja                                  | ja                                               | ja                                               | Wahlweise möglich                                |
| Spiele-Download           | nein                     | Wahlweise möglich               | ja                | ja                                  | nein                                             | nein                                             | Wahlweise möglich                                |
| Exklusive Verpackung      | nein                     | nein                            | nein              | nein                                | ja                                               | ja                                               | ja                                               |
| Artbook                   | nein                     | nein                            | nein              | nein                                | ja                                               | ja                                               | ja                                               |
| Arno-Figur                | nein                     | nein                            | nein              | nein                                | nein                                             | ja (39,5 cm)                                     | ja (41 cm)                                       |
| CD-Hülle                  | nein                     | nein                            | nein              | nein                                | ja (Jumbo-Steelbook)                             | nein                                             | ja (FuturePak)                                   |
| Soundtrack                | nein                     | nein                            | nein              | nein                                | ja                                               | ja                                               | ja                                               |
| Karte von Paris           | nein                     | nein                            | nein              | nein                                | nein                                             | nein                                             | ja                                               |
| Zwei Lithographien        | nein                     | nein                            | nein              | nein                                | ja                                               | ja                                               | ja                                               |
| Musikbox                  | nein                     | nein                            | nein              | nein                                | nein                                             | nein                                             | ja                                               |
| Tarotkarten               | nein                     | nein                            | nein              | nein                                | nein                                             | nein                                             | ja                                               |
| Leinwanddruck             | nein                     | nein                            | nein              | nein                                | nein                                             | nein                                             | ja                                               |
| Arnos Taschenuhr          | nein                     | nein                            | nein              | ja                                  | nein                                             | nein                                             | nein                                             |
| Season Pass               | nein                     | nein                            | ja                | nein                                | nein                                             | nein                                             | nein                                             |
| Einzelspieler-Mission     | nein                     | ja (Chemische Revolution)       | nein              | ja (Chemische Revolution)           | ja (Chemische Revolution, The American Prisoner) | ja (Chemische Revolution, The American Prisoner) | ja (Chemische Revolution, The American Prisoner) |
| Einzelspieler-Gegenstände | nein                     | nein                            | nein              | ja (Die Paradepistole)              | nein                                             | nein                                             | ja (mehrere)                                     |

### Vorbestellerinhalte
Es existieren mehrere Vorbestellerpakete, die bei Vorbestellungen bei verschiedenen Händlern herausgegeben werden. Dabei handelt es sich um Missionen, Kleidung oder Waffen für den Assassinen. Zudem gibt es, wie bereits beim Vorgänger, eine Webseite, die nur für Vorbesteller zugänglich ist. Dieses Vorbestellerprogramm heißt „Vereint euch“ und gibt die Möglichkeit, durch Zusammenschluss mit anderen Spielern weitere In-Game-Inhalte, den ersten Band des „Der-Untergang“-Comics in digitaler Form sowie den Soundtrack des Spiels freizuspielen.

### Merchandise
Passend zum Erscheinungstermin des Spiels erscheint erneut eine Figur des Hauptcharakters, welche den In-Game-Inhalt „The Fearless Assassin’s outfit“ freischalten wird. Ebenfalls wird eine Replika der Phantomklinge (einer Kombination der versteckten Klinge mit einer kleinen Armbrust), erscheinen.
Ende November 2014 erschien im Panini Verlag das gleichnamige Buch zum Spiel geschrieben von Oliver Bowden, zudem erschien in Bezug auf den Gegenwartsteil des Spiels ein fiktionales Mitarbeiterhandbuch für Abstergo-Mitarbeiter, die sich mit dem Unity-Projekt beschäftigen.

## Leak
Bereits am 19. März 2014 wurden der Webseite Kotaku Screenshots zu einem Assassin’s-Creed-Spiel zugespielt. Zudem erhielten sie die Information, dass dieses Unity heißen solle und während der Französischen Revolution spiele. Auf den Screenshots ist der Hauptcharakter Arno Dorian erkennbar, sowie die Umgebung von Frankreich, mit einigen berühmten Gebäuden. Auch neue Steuerelemente, wie die „Parkour-up“- und „Parkour-down“-Buttons sind bereits erkennbar. Am 21. März reagierte Ubisoft auf diesen Leak, indem die Entwicklung des Spiels bestätigt wurde. Da zu diesem Zeitpunkt eigentlich noch keine Ankündigung geplant war, wurde nur ein sehr kurzer Teaser gezeigt, der das Setting zur Zeit der Französischen Revolution bestätigte. Zusätzlich spricht der Leak von einem Spiel namens Assassin’s Creed Comet. Hierbei handelt es sich um das Spiel Assassin’s Creed Rogue.

## Rezeption

### Kritik an fehlendem spielbaren weiblichen Charakter
Nachdem Ubisoft am 9. Juni 2014 auf der E3 den kooperativen Modus vorstellte, wurden Stimmen laut, die das Fehlen eines weiblichen Charakters in diesem Modus kritisierten. In einer ersten Stellungnahme nennt Ubisoft als Grund, dass für die Einführung eines zusätzlichen, weiblichen Koop-Charakters die Ressourcen fehlten, da „ein weiblicher Charakter (…) bedeuten [würde], dass wir zahlreiche Animationen und Kostüme nochmals hätten anfertigen müssen“. Jonathan Cooper, der früher für die Assassin’s-Creed-Reihe als Designer tätig war, bezeichnete diese Stellungnahme über Twitter als Unsinn. Seiner Ansicht nach wären die dafür nötigen Animationen „in ein bis zwei Tagen“ fertigzustellen. Ubisoft reagierte auf das Fortschreiten der Debatte mit einem weiteren Statement, in dem noch einmal hervorgehoben wurde, dass die Assassin’s-Creed-Reihe „von einem multikulturellen Team mit verschiedenen Glauben und Religionen entwickelt“ wird, sowie, dass durchaus starke weibliche Charaktere in Unity anzutreffen sein werden und die Hauptcharaktere der vergangenen Spiele bereits vielfältig waren. Zudem wurde durch Ubisofts Creative Director Alex Amancio klargestellt, dass der Spieler sich selbst als Arno sehen würde, auch im Koop-Modus. Die anderen Mitspieler sehen sich ebenfalls in ihrem Spiel als Arno, werden bei ihren Mitspielern aber mit einem anderen Gesicht dargestellt. Als Reaktion auf die Debatte wurde von Fans eine Petition gestartet, die neben der Einführung eines weiblichen Hauptcharakters auch eine größere ethnische Vielfalt unter den zu sehenden Charakteren fordert.

### Kontroverse um die Bildfrequenz
Im Oktober 2014 zitierte das britische Online-Spielemagazin Senior Producer Vincent Pontbriand dermaßen, dass Ubisoft das Spiel für alle Konsolenversionen mit einer Auflösung von 1600×900 Bildpunkten (900p) und einer Bildfrequenz von 30 Bildern pro Sekunde veröffentlichen werde. Hauptgrund sei, dass man sowohl auf Xbox One als auch auf PlayStation 4 identische Versionen anbieten könne und Diskussionen um die unterschiedliche Leistung vermeide. Technisch seien die Entwickler durch die unzureichende CPU-Leistung limitiert. Ubisoft wurde darauf aus Kundenkreisen vorgeworfen, die leistungsstärkere PlayStation 4 gegenüber dem Konkurrenzprodukt Xbox One ohne ersichtlichen Grund auszubremsen. Ubisoft widersprach dieser Auslegung und bezeichnete die Wiedergabe von Pontbriand als Missinterpretation. Bei der Bildfrequenz sei die Entscheidung laut World Level Design Director Nicolas Guérin und Creative Director Alex Amancio deshalb gefällt worden, um so einen stärker filmartigen Eindruck zu erzeugen. Höhere Bildwiederholungsraten von 60 Bildern pro Sekunde seien demnach hauptsächlich für Shooter interessant, während sie bei Unity ähnlich wie die mit 48 Bildern pro Sekunde aufgenommene Verfilmung von Der Hobbit nicht realistisch wirken würden. Guérin äußerte die Annahme, dass die Spieleindustrie als Ganzes sich gegen einen Standard von 60 Bildern pro Sekunde entscheiden werde, u. a. da er zu aufwendig sei.

### Kritik nach der Veröffentlichung
Vor allem auf PCs klagten Tester und Kunden über gravierende Leistungsprobleme des Spiels, selbst bei überdurchschnittlicher Hardware. Dazu zählten etwa das Einbrechen der Bildwiederholungsrate und lange Ladezeiten. Insbesondere bei Kundenwertungen erhielt das Spiel demnach vernichtende Kritiken. Ubisoft reagierte auf die Kritik unter anderem mit einem Hotfix und einem ein Gigabyte großen Patch am 13. November. Auch die Grafikkartenhersteller Nvidia und AMD veröffentlichten neue Treiber, die technische Probleme mit dem Spiel beheben sollten. Wegen der großen Bedeutung der jährlichen Veröffentlichung von Assassin’s Creed für Ubisofts Geschäftsmodell brach nach Bekanntwerden der Probleme und Kritiken der Aktienkurs des Unternehmens um 10 % ein.
Markus Schwerdtel, Online-Chefredakteur der Gamestar, kritisierte in einer Kolumne Ubisofts Geschäftsverhalten als „Französisches Fettnapf-Bingo“. Mit Unity habe das Unternehmen so ziemlich alles unternommen, um die Kunden zu verärgern. Selbst ohne die Kontroversen um einen fehlenden weiblichen Spielercharakter, das repetitive Spieldesign aller großen Ubisoft-Spieleserien (u. a. Far Cry und Watch Dogs), merkwürdige DLC-Werbeaktionen, die erzwungene Grafik-Gleichheit zwischen PlayStation 4 und Xbox One oder „räuberische Vorbesteller-Boni“ sei es vor allem die Offensichtlichkeit, mit der das Programm den Spieler auch nach Erwerb des Vollpreistitels immer wieder zum Kauf von Spielvorteilen durch Micropayment auffordere, obwohl es sich nicht um ein Free-to-play-Spiel handelt. Auch der Zwang zur Nutzung einer spielbegleitenden Smartphone-Anwendung, um gewissen Aufgaben im Konsolenspiel überhaupt erst lösen zu können, sei kundenunfreundlich. Letztlich zeige das Spiel im Gegensatz zu anderen Hauptteilen auch keinerlei spielerische Weiterentwicklung und bleibe gerade in der Kernmechanik, dem Parkour-Klettern, mittlerweile hinter der Konkurrenz von Mittelerde: Mordors Schatten zurück. Ubisoft sei nach dem Erfolg der Serie in den Jahren zuvor zu übermütig geworden und versuche, soviel Geld wie möglich herauszuholen. Stattdessen hätte das Unternehmen etwas mehr Zeit in die Entwicklung für die neue Konsolengeneration und Technik investieren sollen. Der gleichzeitig zu Unity nur für die vorherige Konsolengeneration veröffentlichte und daher auf alter Technologie basierende Ableger Assassin’s Creed Rogue weise all diese Probleme nicht auf. Ben Kuchera von Polygon beschwerte sich in einer Kolumne außerdem über Ubisofts Presseembargo, das Online-Magazinen untersagte, vor Veröffentlichung des Spiels einen Testbericht zu den vorab verteilten Testmustern zu veröffentlichen. Stattdessen durften Tests erst um zwölf Uhr mittags, zwölf Stunden nach Verkaufsbeginn, publiziert werden. Kuchera beschrieb solche Maßnahmen als häufiges Anzeichen dafür, dass einem Unternehmen die Probleme seines Produkts bewusst seien, der Verkaufsstart aber nicht durch negative Berichte gefährdet werden solle. In solchen Fällen würde das Embargo von den Spieleherstellern als Waffe missbraucht. Paul Tassi vom Forbes Magazine bezeichnete Ubisoft als „das neue EA“, in Anspielung auf den anhaltend schlechten Ruf des Konkurrenten Electronic Arts.
Ubisoft entgegnete auf die Kritik, dass die Verantwortung für den im darauffolgenden Jahr geplanten Serienableger beim Studio Ubisoft Quebec liege, während das bislang federführende Studio Ubisoft Montreal erst im darauffolgenden Jahr wieder einen Titel der Reihe veröffentlichen solle. So bleibe dem Entwickler laut Ubisoft Montreals Kreativdirektor Lionel Raynaud mehr Zeit für die Entwicklung eines Nachfolgers. Allerdings verteidigte er enge Zeitpläne auch als positiven Anreiz, um Erweiterungen des Spiels sorgfältig abzuwägen und sich nur auf sinnvolle, dem Spielspaß förderliche Veränderungen festzulegen. Die Entscheidung über die Einbeziehung des Studios Quebec in den Entwicklungszyklus der Reihe war bereits im Juli 2014 bekanntgegeben worden.

## Nachfolger
Der Nachfolger Assassin’s Creed Syndicate wurde am 23. Oktober 2015 für Microsoft Windows, PlayStation 4 und Xbox One veröffentlicht. Die Handlung ist nun im London des Viktorianischen Zeitalters angesetzt.

## Trivia
Als Reaktion auf den Brand von Notre-Dame in Paris 2019 stellte Ubisoft das Spiel für eine Woche kostenlos zum Herunterladen auf Uplay bereit. Des Weiteren versprach das Unternehmen eine Spende von 500.000 Euro für den Wiederaufbau der beschädigten Kathedrale. Als Anlass dafür gibt der Publisher an, dass die Entwickler sich mit ihm verbunden fühlen, weil sich das Gebäude detailliert und frei begehbar im Spiel findet.